# Alexander von Schalscha
Alexander Franz Johannes von Schalscha-Ehrenfeld (* 9. August 1836 in Loslau; † 18. März 1895 auf Schloss Frohnau) war Rittergutsbesitzer und Mitglied des Deutschen Reichstags.

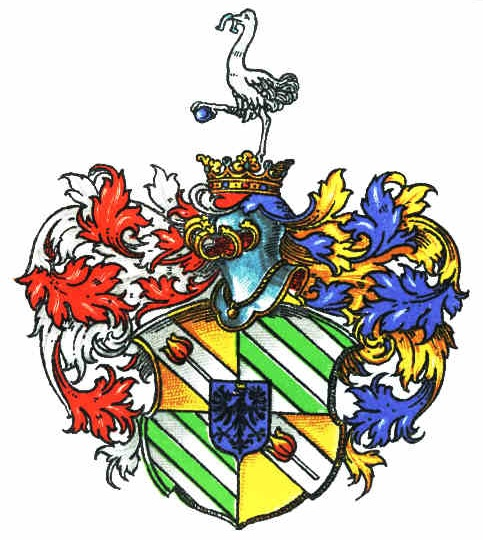
Wappen der Familie von Schalscha-Ehrenfeld

## Leben

### Familie
Alexander von Schalscha-Ehrenfeld entstammte väterlicherseits einem alten schlesischen Adelsgeschlecht, der Familie von Schalscha-Ehrenfeld. Er wurde 1836 als Sohn des königlich-preußischen Kreis- und Justizrats Joseph Valentin Stephan von Schalscha-Ehrenfeld (1802–1890) und seiner Ehefrau Maria Theresia Schipp von Branitz (1813–1887) geboren. Verheiratet war Schalscha seit 1864 mit Hedwig Maria Theresia von Blachau und Lubie (1844–1895). In diesem Jahr erwarb Schalscha auch das Schlossgut Frohnau von Engelbert von Fürstenberg, welches bis zum Ende des Zweiten Weltkriegs auch in Familienbesitz blieb.

### Laufbahn
Schalscha besuchte das Gymnasium in Ratibor und studierte darauf in Breslau Rechtswissenschaften und Cameralia. Er trat 1856 in die Armee ein, wurde 1858 Offizier und machte als solcher die polnische Grenzbesetzung 1863 und im Jahre 1866 den Mainfeldzug mit. Danach widmete er sich der Landwirtschaft auf Frohnau bei Löwen und auf Dziadkowo im Kreis Gnesen. Von 1889 bis 1895 war er Mitglied des Preußischen Abgeordnetenhauses und von 1877 bis 1887 und von 1890 bis 1893 des Deutschen Reichstags erst für den Wahlkreis Regierungsbezirk Oppeln 4 (Lublinitz, Tost-Gleiwitz), dann für Falkenberg-Grottkau und die Deutsche Zentrumspartei.
Seit 1875 war er Ehrenmitglied der katholischen Studentenverbindung KDStV Winfridia Breslau im CV.